# Нестеров, Владимир Фёдорович (1921—2003)
Влади́мир Фёдорович Не́стеров (20 мая 1921; село Михайловка, Курская губерния — 9 августа 2003, Москва) — Герой Советского Союза (1943), генерал-майор (1979).

## Биография
Родился 20 мая 1921 года в селе Михайловка Щигровского уезда Курской губернии. В 1938 году окончил 9 классов школы в селе Толстый Колодезь (Черемисиновский район).
В армии с августа 1938 года. В 1939 году окончил Тамбовское военное пехотное училище. Служил командиром взвода в пехоте (в Ленинградском военном округе).
Участник советско-финляндской войны: в январе-марте 1940 — командир пулемётного взвода и командир взвода пешей разведки 305-го стрелкового полка.
Продолжал службу командиром взвода (в Киевском военном округе). В июне-июле 1940 года в должности командира разведывательного взвода 305-го стрелкового полка участвовал в походе советских войск в Бессарабию.
Участник Великой Отечественной войны: с июня 1941 — командир разведывательного взвода 305-го стрелкового полка (Юго-Западный и Южный фронты). Участвовал в приграничных боях западнее города Станислав (ныне город Ивано-Франковск, Украина) и оборонительных боях на уманском направлении. В августе 1941 года был ранен в районе села Новоархангельск (Кировоградская область, Украина). Находясь в полевом госпитале, попал в окружение. В конце августа 1941 года вместе с другими бойцами вышел к своим в районе города Черкассы (Украина).
В октябре 1941 — марте 1942 — командир учебного взвода курсов усовершенствования командного состава Юго-Западного фронта, в марте 1942 — марте 1943 — командир учебной роты курсов младших лейтенантов Юго-Западного, Сталинградского, Донского и Центрального фронтов. Участвовал в оборонительных боях на воронежском направлении.
В апреле-октябре 1943 — командир батальона 685-го стрелкового полка (Центральный фронт). Участвовал в Курской битве, Черниговско-Припятской операции и битве за Днепр. 15 октября 1943 года в районе посёлка Лоев (Гомельская область, Белоруссия) во главе десанта одним из первых преодолел Днепр. Умело организовав захват, расширение и удержание плацдарма на западном берегу реки, батальон под его командованием отразил все вражеские контратаки и обеспечил форсирование реки главными силами полка. 27 октября 1943 года в боях на захваченном плацдарме был ранен и месяц находился в медсанбате.
За мужество и героизм, проявленные в боях, Указом Президиума Верховного Совета СССР от 30 октября 1943 года майору Нестерову Владимиру Фёдоровичу присвоено звание Героя Советского Союза с вручением ордена Ленина и медали «Золотая Звезда».
В ноябре-декабре 1943 — заместитель командира 883-го стрелкового полка (Белорусский фронт). Участвовал в Гомельско-Речицкой операции.
В марте 1944 года окончил курсы «Выстрел», в 1947 году — Военную академию имени М. В. Фрунзе. В 1947—1949 — командир батальона Владивостокского пехотного училища, в 1949—1951 — командир батальона и начальник тактического цикла Благовещенского пехотного училища. В 1951—1953 — преподаватель тактики Вольских объединённых офицерских курсов, в 1953—1957 — заместитель начальника Бакинского военного училища.
В 1957—1963 — заместитель командиров мотострелковых дивизий (в Закавказском военном округе), в 1963—1965 — старший преподаватель кафедры общей тактики Военной академии имени М. В. Фрунзе. С декабря 1965 года по август 1967 года находился в загранкомандировке на Кубе в качестве преподавателя по оперативно-тактической подготовке на Высших академических курсах. В 1967—1978 — вновь старший преподаватель кафедры общей тактики Военной академии имени М. В. Фрунзе, с 1978 года — заместитель начальника штаба армии. С октября 1979 года генерал-майор В. Ф. Нестеров — в запасе.
Жил в Москве. Умер 9 августа 2003 года. Похоронен на кладбище «Ракитки» в Москве.

## Награды и звания
- Герой Советского Союза (30.10.1943);
- Орден Ленина (30.10.1943);
- Орден Отечественной войны I степени (11.03.1945);
- Орден Красной Звезды (3.11.1953);
- Орден «За службу Родине в Вооружённых Силах СССР» III степени (30.04.1975);
- Медали;
- Иностранные награды.
- Почётный гражданин городского посёлка Лоев (Гомельская область, Беларусь)[2].

## Память
В родном селе имя В. Ф. Нестерова носит школа, на здании которой установлена мемориальная доска.